# Crucifijo del Santo Spirito
El crucifijo del Santo Spirito es una obra escultórica de la juventud de Miguel Ángel, que se encuentra en la sacristía de la Basílica del Santo Spirito en Florencia.
Después de la muerte de su gran mecenas Lorenzo el Magnífico, Miguel Ángel fue hospedado en el convento del Santo Spirito en el año 1492. En este lugar, con la autorización del padre prior Niccolò di Giovanni di Lapo Bichiellini, tuvo la posibilidad de analizar los cadáveres provenientes del hospital del convento para estudiantes de anatomía, consiguiendo de esta manera una gran experiencia para sus futuros trabajos en la representación del cuerpo humano.
Como agradecimiento a la hospitalidad recibida, Miguel Ángel realizó un crucifijo en madera policromada donde presentó el cuerpo de Cristo inusualmente desnudo por completo, prescindiendo del paño de pureza y siendo así más realista, pues es lo que sugieren las descripciones en los evangelios y como solían ser ejecutados los condenados a la cruz, y como el de un adolescente, sin resaltar la musculatura, pero el rostro barbado parece el de un adulto con una medida desproporcionada respecto al cuerpo; la policromía está realizada con colores muy tenues y unos leves hilos de sangre resbalan de la herida del costado en armonía con la simplicidad de la talla de la escultura. Se dio por perdido durante la dominación francesa, hasta su recuperación en el año 1962, en el mismo convento, cubierto con una espesa capa de pintura que lo hacía casi irreconocible.